# Liste des édifices labellisés « Architecture contemporaine remarquable » de l'Aveyron
Cet article recense les édifices labellisés « Architecture contemporaine remarquable » de l'Aveyron, en France.
Le label « Architecture contemporaine remarquable » remplace depuis 2016 l'ancien label « Patrimoine du XXe siècle ». Il ne prend en compte que des édifices de moins de 100 ans à la date de labellisation, et qui ne sont pas protégés comme monuments historiques.
Au début 2024, l'Aveyron compte 3 édifices ainsi labellisés.

## Liste
| Monument                 | Commune                  | Adresse                                | Coordonnées                      | Notice     | Date | Illustration               |
| ------------------------ | ------------------------ | -------------------------------------- | -------------------------------- | ---------- | ---- | -------------------------- |
| École primaire           | Bournazel                | Le Roc                                 | 44° 27′ 35″ nord, 2° 18′ 04″ est | ACR0001764 | 2022 | Image manquante Téléverser |
| Viaduc de Millau         | Creissels Millau         |                                        | 44° 05′ 47″ nord, 3° 03′ 36″ est | ACR0001091 | 2017 | Viaduc de Millau           |
| Bains-douches municipaux | Villefranche-de-Rouergue | Quai de la Sénéchaussée Rue Saint-Jean | 44° 21′ 02″ nord, 2° 02′ 29″ est | ACR0001092 | 2017 | Image manquante Téléverser |